# フンバッツとフンチョウエン
フンバッツ（Hunbatz）は、マヤ神話の『ポポル・ヴフ』に登場する神。フンバツと書かれることも。
フンチョウエン（Hunchouen）も、マヤ神話の『ポポル・ヴフ』に登場する神。
2人は双子の兄弟で、フン・フンアフプーとイシュバキヤロの息子。また、双子のフンアフプーとイシュバランケーとは異母兄弟に当たる。
フンバッツとフンチョウエンは、聡明な父フン・フンアフプーからさまざまな術を受け継いだため、笛の演奏、歌唱、吹筒打ち、絵描きが上手だった。また、彫り物師、宝石細工師、銀細工師の腕ももっていた。父と叔父ヴクブ・フンアフプーが一日中さいころ遊びと球戯をしていると、2人も参加して一緒に遊んでいた。母イシュバキヤロが死んだ時にも遊んでいた。父が冥界シバルバーへ行く前に、2人に家のことを頼んでいったが、しかし父は帰って来なかった。2人は父の母つまり祖母を、歌や絵や彫刻で慰めていた。
やがて、シバルバーから父の子を妊娠したイシュキックが来たが、フンバッツとフンチョウエンはイシュキックが語る話を聞いて怒った。イシュキックが息子、双子のフンアフプーとイシュバランケーを生むと、2人は新しい弟たちを殺そうとたくらみ、この赤ん坊を蟻の巣や刺の上に置いたりした。弟たちが成長し、吹筒で鳥を打ち殺して持ち帰ると、2人は鳥を取り上げて、弟たちに何も食べさせなかった。2人はとても賢かったのに、フンアフプーとイシュバランケーのほうが亡き父の後継者になることもわかっていたので、嫉妬心から知恵が隠れてしまい、意地悪を続けた。
こうした2人からのちょっかいに、とうとうフンアフプーとイシュバランケーが怒ったため、復讐として2人揃って猿に変身させられてしまった。あるとき、手ぶらで家に帰ってきたフンアフプーとイシュバランケーから「高い木にひっかかった鳥が取れないので取ってほしい」と頼まれたため、フンバッツとフンチョウエンはカンテーという木に登った。ところが木が突然成長して高く太くなったため、2人は木から降りられなくなった。2人は弟たちに助けを求めた。すると弟たちから「下帯を腹の下にくくって先を長くして後ろから引っ張れば、歩いて降りられる」と教えられた。2人が下帯の先を引いたとたん、帯は尻尾になり、全身が猿の姿になった。弟たちの魔法で猿になったフンバッツとフンチョウエンは森に入っていった。
フンアフプーとイシュバランケーは何食わぬ顔で祖母にこのことを報告した。すると祖母が、元に戻してほしいと頼むため、フンアフプーとイシュバランケーたちは「絶対に笑わなければ」という条件を出して、「フンアフプー・クオイ」（フンアフプーの猿）の歌を歌った。すると祖母の前にフンバッツとフンチョウエンが現れ、おかしな踊りをした。この方法は4回試せるのだが、祖母が3回も笑ってしまい、4回目は兄弟が森から戻ってこなかったので試せなかった。
フンバッツとフンチョウエンは元に戻ることができなくなって、こうして人猿という種族が生じたのである。